# Geografia do Gana
A Gana situa-se no golfo da Guiné, na África ocidental, alguns graus apenas a norte do Equador. Metade do país fica a menos de 152 metros acima do nível do mar, e o seu ponto mais elevado tem apenas 883 m no Monte Afadjato, próximo a fronteira com Togo. Os 537 quilômetros de costa são compostos principalmente por litorais baixos e arenosos, atrás dos quais se estendem planícies cobertas por vegetação de pequeno porte, intersectada por vários rios e ribeiros, a maioria dos quais só é navegável em canoas. A norte, perto da fronteira com a Costa do Marfim, estende-se uma faixa de floresta tropical úmida interrompida por colinas densamente florestadas e muitos rios e ribeiros. Esta área, conhecida como Ashanti, produz muito do cacau, minerais e madeira do país. A norte desta faixa, a altitude varia entre 91 e 396 metros acima do nível do mar e o território está coberto por arbustos baixos, savana e planícies cobertas de erva.
O clima é tropical. A faixa costeira oriental é morna e comparativamente seca; o canto sudoeste é quente e úmido; o norte é quente e seco. Existem duas estações das chuvas no sul: Maio-Junho e Agosto-Setembro; no norte, as estações das chuvas tendem a fundir-se. Um vento quente de nordeste, o harmadão, sopra em Janeiro e Fevereiro. A precipitação média anual na zona costeira é de cerca de 83 centímetros.
O lago Volta, o maior lago feito pelo homem em todo o mundo, estende-se desde a barragem de Akosombo no sueste do Gana até à cidade de Yapei, 520 quilómetros para norte. O lago gera eletricidade, fornece uma via de transporte no interior e é um recurso potencialmente valioso para a irrigação e para a aquacultura.